# Atletisme als Jocs Olímpics d'Estiu de 1932 - salt d'alçada masculí
El salt d'alçada masculí va ser una de les proves del programa d'atletisme disputades durant els Jocs Olímpics d'Estiu de Los Angeles de 1932. La prova es va disputar el 31 de juliol de 1932 i hi van prendre part 14 atletes de 10 nacions diferents. Es permetia un màxim de tres atletes per país. La competició fou guanyada per Duncan McNaughton, primer no estatunidenc en guanyar-la al llarg de la història dels Jocs Olímpics.

## Medallistes
| Or                      | Plata                  | Bronze               |
| Duncan McNaughton (CAN) | Robert van Osdel (USA) | Simeon Toribio (PHI) |

## Rècords
Aquests eren els rècords del món i olímpic que hi havia abans de la celebració dels Jocs Olímpics de 1928.
| Rècord del Món | 2m 03cm | Harold Osborn | Urbana (USA) | 27 de maig de 1924  |
| Rècord Olímpic | 1m 98cm | Harold Osborn | París (FRA)  | 7 de juliol de 1924 |

Durant els Jocs no es va aconseguir cap rècord, ni del món ni olímpic.

## Horari
| Data                          | Hora  | Ronda |
| ----------------------------- | ----- | ----- |
| diumenge 31 de juliol de 1932 | 14:30 | Final |

## Resultats
Degut a la poca quantitat de participants la competició es va disputar directament amb la final. Cada atleta tenia dret a fer tres intents per superar l'altura corresponent.
Es desconeix la seqüència dels salts de les alçades d'1,80, 1,85 i 1,90 metres, així com la de Kimura pel 1,94 metres, tot i que se sap que la va superar. Per determinar les medalles es va realitzar un desempat que s'inicià en els 2 metres. Cap atleta va superar aquesta alçada, com tampoc ho feren amb el 1,99 metres. En l'1,97 metres, altura on havien empatat durant la final, McNaughton la va superar al primer intent i va guanyar l'or. Es desconeix la resta del desempat. També es va fer un desempat per determinar la cinquena i sisena posició, però també es desconeix els detalls del mateix.
| Pos. | Atleta            | Nació        | 1.80 | 1.85 | 1.90 | 1.94 | 1.97 | 2.00 | Alçada |
| ---- | ----------------- | ------------ | ---- | ---- | ---- | ---- | ---- | ---- | ------ |
| 1    | Duncan McNaughton | Canadà       | o    | o    | xo   | o    | xxo  | xxx  | 1.97   |
| 2    | Robert van Osdel  | Estats Units | o    | o    | xo   | xo   | o    | xxx  | 1.97   |
| 3    | Simeon Toribio    | Filipines    | o    | o    | o    | xxo  | xxo  | xxx  | 1.97   |
| 4    | Cornelius Johnson | Estats Units | o    | o    | o    | xo   | xo   | xxx  | 1.97   |
| 5    | Ilmari Reinikka   | Finlàndia    | o    | o    | xo   | xo   | xxx  | N/D  | 1.94   |
| 6    | Kazuo Kimura      | Japó         | o    | o    | o    | o    | xxx  | N/D  | 1.94   |
| 7    | Misao Ono         | Japó         | o    | o    | o    | x    | N/D  | N/D  | 1.90   |
| 7    | Jerzy Pławczyk    | Polònia      | o    | o    | o    | x    | N/D  | N/D  | 1.90   |
| 9    | Jack Portland     | Canadà       | o    | o    | x    | N/D  | N/D  | N/D  | 1.85   |
| 9    | Claude Ménard     | França       | o    | o    | x    | N/D  | N/D  | N/D  | 1.85   |
| 9    | George Spitz      | Estats Units | o    | o    | x    | N/D  | N/D  | N/D  | 1.85   |
| 9    | Birger Haug       | Noruega      | o    | o    | x    | N/D  | N/D  | N/D  | 1.85   |
| 9    | Angelo Tommasi    | Itàlia       | o    | o    | x    | N/D  | N/D  | N/D  | 1.85   |
| 14   | Paul Riesen       | Suïssa       | o    | x    | N/D  | N/D  | N/D  | N/D  | 1.80   |